# Рыжеволосая читательница
«Рыжеволосая читательница» (фр. Femme rousse lisant) — картина польской художницы Тамары Лемпицкой, написанная маслом на холсте в 1922 году. Полотно размером 92 на 73 сантиметра ныне хранится в частном собрании.

## Описание и анализ
На картине изображена рыжеволосая женщина с морщинистым и дряхлым лицом. Она облачена в просторное незамысловатое платье, поверх которого одет жёлтый фартук. Женщина очевидно зарабатывает себе на жизнь тяжёлым трудом, но тем не менее у неё хватает времени на чтение. Неприкрытый больной глаз, обращённый к зрителю, делает полотно Лемпицкой схожей с картиной 1904 года Пабло Пикассо «Селестина» или «Женщина с бельмом». Эта работа относится к «голубому» периоду в творчестве испанского художника, для которого характерны мрачные монохромные картины. Подобное сходство свидетельствует о том, что Лемпицка внимательно изучала искусство Пикассо не только периодов кубизма и «возврата к порядку» (1920-е годы), но и его более ранние изыскания.
Лемпицка в период написания «Рыжеволосой читательницы» была частью сообщества русских художников-эмигрантов в Париже. Для последних в то время были характерны непривлекательные и грубоватые сюжеты и модели, так как они сами испытывали нужду и как правило выбирали героев для своих картин ещё более обездоленных людей. Картина Лемпицкой имеет сходства с работами Бориса Григорьева, с циклами его зарисовок «русских» лиц. Картины, созданные на основе этих рисунков, художница могла видеть на выставке в Париже в 1922 году. В свою очередь, «Марсельская шлюха», созданная Григорьевым год спустя в сборнике «В приморской таверне», сюжеты для которого он находил во французских портах на Средиземном море, напоминает «Рыжеволосую читательницу».

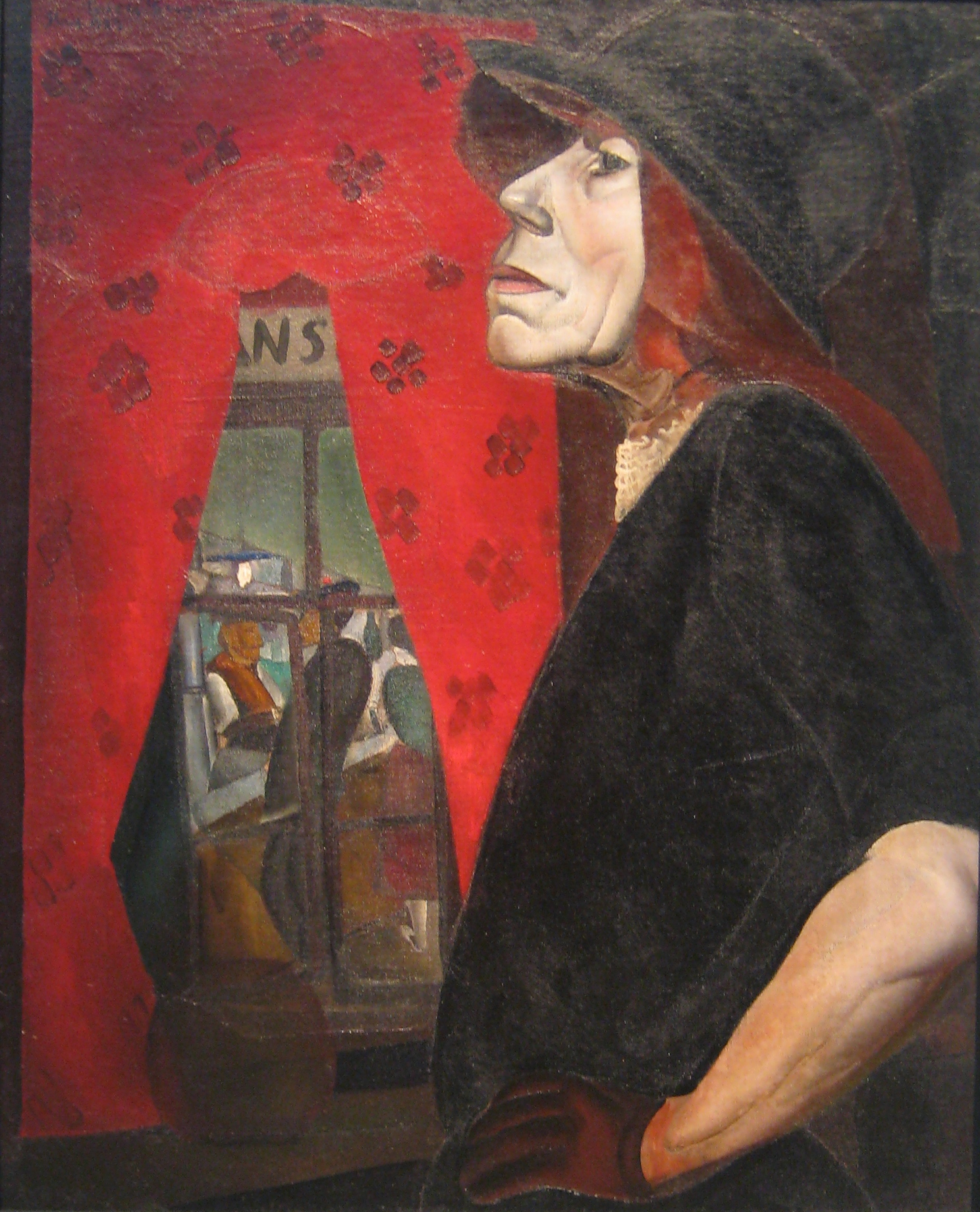
Борис Григорьев. «Марсельская шлюха».

## Провенанс
С 1972 года «Рыжеволосая читательница» хранится в частной коллекции в Париже. 18 июня 1990 года картина выставлялась на торги на аукционе Катрин Шарбонно во французской столице.

## Выставки
В 1997 году «Рыжеволосая читательница» выставлялась в Японии. В том году эту картину можно было увидеть в токийском музее Исетан, Хиросимском музее искусств, Художественном музее Мацудзакая (Нагоя) и Художественном музее Даимару (Осака).
С 14 мая по 2 августа 2009 года полотно выставлялось во Дворце изящных искусств в Мехико (Мексика). В 2010 году «Рыжеволосая читательница» была включена в экспозицию выставки «Тамара де Лемпицка и её эпоха», прошедшей в токийском музее Бункамура (с 6 марта по 9 мая) и в Художественном музее префектуры Хиого в городе Кобе (с 18 мая по 25 июля).